# كريستوبال ديلغادو غوميز
كريستوبال ديلغادو غوميز (بالإسبانية: Cristóbal Delgado Gómez)‏ هو كاتب ومؤرخ إسباني، ولد في 23 ديسمبر 1926 في الجزيرة الخضراء في إسبانيا، وتوفي في 30 ديسمبر 2006.